# Цюрих Оупън
„Цюрих Оупън“ е професионален тенис турнир, част от веригата на WTA Тур, провеждан всяка зима в Цюрих, Швейцария. Причислен е към турнирите от категория I от 1993 г. насам.
Цюрих Оупън се провежда в Халленщадион – мултифункционална спортна зала, като за провеждането на това събитие в тенис-календара са нужни към 150 работници и около 300 тона различни материали. Турнирът се провежда на два тенис-корта.
Сред бившите шампиони се нареждат сегашната номер 1 в света Жустин Енен, бившите номер 1 Линдзи Дейвънпорт, Мартина Хингис, Винъс Уилямс и Мария Шарапова, както и най-добрата напоследък швейцарска тенисистка Пати Шнидер.
От 2008 г. турнирът е от II категория.

## Финалите на турнира през годините

### Сингъл
| Година | Шампион                | Финалист            | Резултат                  |
| ------ | ---------------------- | ------------------- | ------------------------- |
| 2008   |                        |                     |                           |
| 2007   | Жустин Енен            | Татяна Головен      | 6 – 4, 6 – 4              |
| 2006   | Мария Шарапова         | Даниела Хантухова   | 6 – 1, 4 – 6, 6 – 3       |
| 2005   | Линдзи Дейвънпорт      | Пати Шнидер         | 7 – 6(5), 6 – 3           |
| 2004   | Алиша Молик            | Мария Шарапова      | 4 – 6, 6 – 2, 6 – 3       |
| 2003   | Жустин Енен            | Йелена Докич        | 6 – 0, 6 – 4              |
| 2002   | Пати Шнидер            | Линдзи Дейвънпорт   | 6 – 7(5), 7 – 6(8), 6 – 3 |
| 2001   | Линдзи Дейвънпорт      | Йелена Докич        | 6 – 3, 6 – 1              |
| 2000   | Мартина Хингис         | Линдзи Дейвънпорт   | 6 – 4, 4 – 6, 7 – 5       |
| 1999   | Винъс Уилямс           | Мартина Хингис      | 6 – 3, 6 – 4              |
| 1998   | Линдзи Дейвънпорт      | Винъс Уилямс        | 7 – 5, 6 – 3              |
| 1997   | Линдзи Дейвънпорт      | Натали Тозиа        | 7 – 6(3), 7 – 5           |
| 1996   | Яна Новотна            | Мартина Хингис      | 6 – 2, 6 – 2              |
| 1995   | Ива Майоли             | Мери Пиърс          | 6 – 4, 6 – 4              |
| 1994   | Магдалена Малеева      | Наташа Зверева      | 7 – 5, 3 – 6, 6 – 4       |
| 1993   | Мануела Малеева-Франие | Мартина Навратилова | 6 – 3, 7 – 6(1)           |
| 1992   | Щефи Граф              | Мартина Навратилова | 2 – 6, 7 – 5, 7 – 5       |
| 1991   | Щефи Граф              | Натали Тозиа        | 6 – 4, 6 – 4              |
| 1990   | Щефи Граф              | Габриела Сабатини   | 6 – 3, 6 – 2              |
| 1989   | Щефи Граф              | Яна Новотна         | 6 – 1, 7 – 6(1)           |
| 1988   | Пам Шрайвър            | Мануела Малеева     | 6 – 3, 6 – 4              |
| 1987   | Щефи Граф              | Хана Мандликова     | 6 – 2, 6 – 2              |
| 1986   | Щефи Граф              | Хелена Сукова       | 4 – 6, 6 – 2, 6 – 4       |
| 1985   | Зина Гарисън           | Хана Мандликова     | 6 – 2, 6 – 2              |
| 1984   | Зина Гарисън           | Клаудия Коде-Килш   | 6 – 2, 6 – 2              |

### Двойки
| Година | Шампиони                                 | Финалисти                             | Резултат                  |
| ------ | ---------------------------------------- | ------------------------------------- | ------------------------- |
| 2008   |                                          |                                       |                           |
| 2007   | Квета Пешке Рене Стъбс                   | Франческа Скиавоне Лиса Реймънд       | 7 – 5, 7 – 61             |
| 2006   | Кара Блек Рене Стъбс                     | Лизел Хорн-Хубер Катарина Среботник   | 7 – 5, 7 – 5              |
| 2005   | Кара Блек Рене Стъбс                     | Даниела Хантухова Ай Сугияма          | 6 – 7(6), 7 – 6(4), 6 – 3 |
| 2004   | Кара Блек Рене Стъбс                     | Вирхиния Руано-Паскуал Паола Суарес   | 7 – 5, 7 – 5              |
| 2003   | Ким Клайстърс Ай Сугияма                 | Вирхиния Руано-Паскуал Паола Суарес   | 7 – 6(3), 6 – 2           |
| 2002   | Жустин Енен Елена Бовина                 | Надя Петрова Йелена Докич             | 6 – 2, 7 – 6(2)           |
| 2001   | Линдзи Дейвънпорт Лиса Реймънд           | Сандрин Тестю Роберта Винчи           | 6 – 3, 2 – 6, 6 – 2       |
| 2000   | Мартина Хингис Анна Курникова            | Кимбърли По Анна-Гела Сидо            | 6 – 3, 6 – 4              |
| 1999   | Лиса Реймънд Рене Стъбс                  | Натали Тозиа Наташа Зверева           | 6 – 2, 6 – 2              |
| 1998   | Винъс Уилямс Серина Уилямс               | Мариан де Швард Елена Татаркова       | 5 – 7, 6 – 1, 6 – 3       |
| 1997   | Мартина Хингис Аранча Санчес-Викарио     | Лариса Савченко-Нейланд Хелена Сукова | 4 – 6, 6 – 4, 6 – 1       |
| 1996   | Мартина Хингис Хелена Сукова             | Никол Аренд Наташа Зверева            | 7 – 5, 6 – 4              |
| 1995   | Никол Аренд Манон Болеграф               | Чанда Рубин Каролин Вис               | 4 – 6, 7 – 6(4), 6 – 4    |
| 1994   | Мартина Навратилова Манон Болеграф       | Пати Фендик Мередит МакГрат           | 7 – 6(3), 6 – 1           |
| 1993   | Мартина Навратилова Зина Гарисън-Джаксън | Джиджи Фернандес Наталия Зверева      | 6 – 3, 5 – 7, 6 – 3       |
| 1992   | Наталия Зверева Хелена Сукова            | Мартина Навратилова Пам Шрайвър       | 7 – 6(5), 6 – 4           |
| 1991   | Яна Новотна Андреа Щрнадова              | Зина Гарисън Лори МакНийл             | 7 – 6(5), 6 – 4           |
| 1990   | Ева Пфаф Манон Болеграф                  | Динки ван Ренсбург Катрин Зюир        | 7 – 5, 6 – 4              |
| 1989   | Яна Новотна Хелена Сукова                | Джудит Полц-Вийснер Натали Тозиа      | 6 – 3, 3 – 6, 6 – 4       |
| 1988   | Натали Тозиа Изабел Демонге              | Клаудия Коде-Килш Хелена Сукова       | 6 – 3, 6 – 3              |
| 1987   | Натали Херенман Паскал Паради            | Катрин Зюир Яна Новотна               | 6 – 3, 2 – 6, 6 – 3       |
| 1986   | Щефи Граф Габриела Сабатини              | Лори МакНийл Алиша Мултън             | 1 – 6, 6 – 4, 6 – 4       |
| 1985   | Андреа Темешвари Хана Мандликова         | Хелена Сукова Клаудия Коде-Килш       | 1 – 6, 6 – 4, 6 – 4       |
| 1984   | Андреа Темешвари Андреа Леанд            | Хана Мандликова Клаудия Коде-Килш     | 6 – 1, 6 – 3              |